# José Andrés Rojo
José Andrés Rojo (La Paz, Bolivia, 1958) es escritor y periodista. En 1971 se instala en Madrid. Licenciado en Sociología por la Universidad Complutense de Madrid.
Colabora en distintas revistas culturales (La Luna de Madrid, El Europeo, Libros) y trabaja durante una temporada en la revista literaria El Urogallo y otra en la edición española de Vogue.

## Obras
- Hotel Madrid (1988, Fondo de Cultura Económica)
- Peter Gabriel (1990, Cátedra)
- Vicente Rojo. Retrato de un general republicano (2006, Tusquets)[3][4][5]
- Camino a Trinidad (2018, Pre-Textos, Plural)[6][7][8]
- Las diabluras del lápiz (2019, Pre-Textos)

## Premios
- 2005 - XVIII Premio Comillas de Historia, Biografía y Memorias por Vicente Rojo. Retrato de un general republicano.[4]